# Kowalewo Pomorskie (plaats)
Kowalewo Pomorskie, Duits Schönsee, is een stad in het Poolse woiwodschap Koejavië-Pommeren, gelegen in de powiat Golubsko-dobrzyński. De oppervlakte bedraagt 4,33 km², het inwonertal 4130 (2005) (1910: 3.356).

## Verkeer en vervoer
- Station Kowalewo Pomorskie Miasto